# NGC 2522
NGC 2522 (другие обозначения — UGC 4218, MCG 3-21-14, ZWG 88.31, PGC 22749) — линзовидная галактика в созвездии Рака. Открыта Альбертом Мартом в 1865 году.
Этот объект входит в число перечисленных в оригинальной редакции «Нового общего каталога».
В отличие от большинства (99,3%) спиральных и линзовидных галактик, обладает ярко выраженным звёздным гало. Гало NGC 2522 представляет собой сплюснутый к диску эллипсоид вращения с отношением больших полуосей 0,53, эффективным радиусом 1,74′′ и высокой дисперсией скоростей в центре: 273,9 км/с. 